# Rosnay (Vendée)
Pour les articles homonymes, voir Rosnay.
Rosnay [ʁonɛ] est une commune française située dans le département de la Vendée, en région Pays de la Loire.

## Géographie
Le territoire municipal de Rosnay s'étend sur 1 423 hectares. L'altitude moyenne de la commune est de 36 mètres, avec des niveaux fluctuant entre 2 et 78 mètres,.
| Le Tablier                              | Château-Guibert | Moutiers-sur-le-Lay     |
| Chaillé-sous-les-Ormeaux Rives de l'Yon | Rosnay          | La Couture              |
| Le Champ-Saint-Père                     |                 | La Bretonnière-la-Claye |

### Climat
Pour des articles plus généraux, voir Climat des Pays de la Loire et Climat de la Vendée.
En 2010, le climat de la commune est de type climat océanique franc, selon une étude du CNRS s'appuyant sur une série de données couvrant la période 1971-2000. En 2020, Météo-France publie une typologie des climats de la France métropolitaine dans laquelle la commune est exposée à un climat océanique et est dans la région climatique  Bretagne orientale et méridionale, Pays nantais, Vendée, caractérisée par une faible pluviométrie en été et une bonne insolation. 
Pour la période 1971-2000, la température annuelle moyenne est de 12,3 °C, avec une amplitude thermique annuelle de 13,8 °C. Le cumul annuel moyen de précipitations est de 806 mm, avec 12,5 jours de précipitations en janvier et 6,3 jours en juillet. Pour la période 1991-2020, la température moyenne annuelle observée sur la station météorologique de Météo-France la plus proche, « Sainte Gemme la Plaine_sapc », sur la commune de Sainte-Gemme-la-Plaine à 16 km à vol d'oiseau, est de 13,0 °C et le cumul annuel moyen de précipitations est de 809,1 mm,. Pour l'avenir, les paramètres climatiques de la commune estimés pour 2050 selon différents scénarios d'émission de gaz à effet de serre sont consultables sur un site dédié publié par Météo-France en novembre 2022.

## Urbanisme

### Typologie
Au 1er janvier 2024, Rosnay est catégorisée commune rurale à habitat dispersé, selon la nouvelle grille communale de densité à sept niveaux définie par l'Insee en 2022.
Elle est située hors unité urbaine. Par ailleurs la commune fait partie de l'aire d'attraction de La Roche-sur-Yon, dont elle est une commune de la couronne,. Cette aire, qui regroupe 45 communes, est catégorisée dans les aires de 50 000 à moins de 200 000 habitants,.

### Occupation des sols
L'occupation des sols de la commune, telle qu'elle ressort de la base de données européenne d’occupation biophysique des sols Corine Land Cover (CLC), est marquée par l'importance des territoires agricoles (96,2 % en 2018), en diminution par rapport à 1990 (99,6 %). La répartition détaillée en 2018 est la suivante : 
prairies (38,2 %), zones agricoles hétérogènes (30,4 %), cultures permanentes (14 %), terres arables (13,6 %), forêts (3,8 %). L'évolution de l’occupation des sols de la commune et de ses infrastructures peut être observée sur les différentes représentations cartographiques du territoire : la carte de Cassini (XVIIIe siècle), la carte d'état-major (1820-1866) et les cartes ou photos aériennes de l'IGN pour la période actuelle (1950 à aujourd'hui).

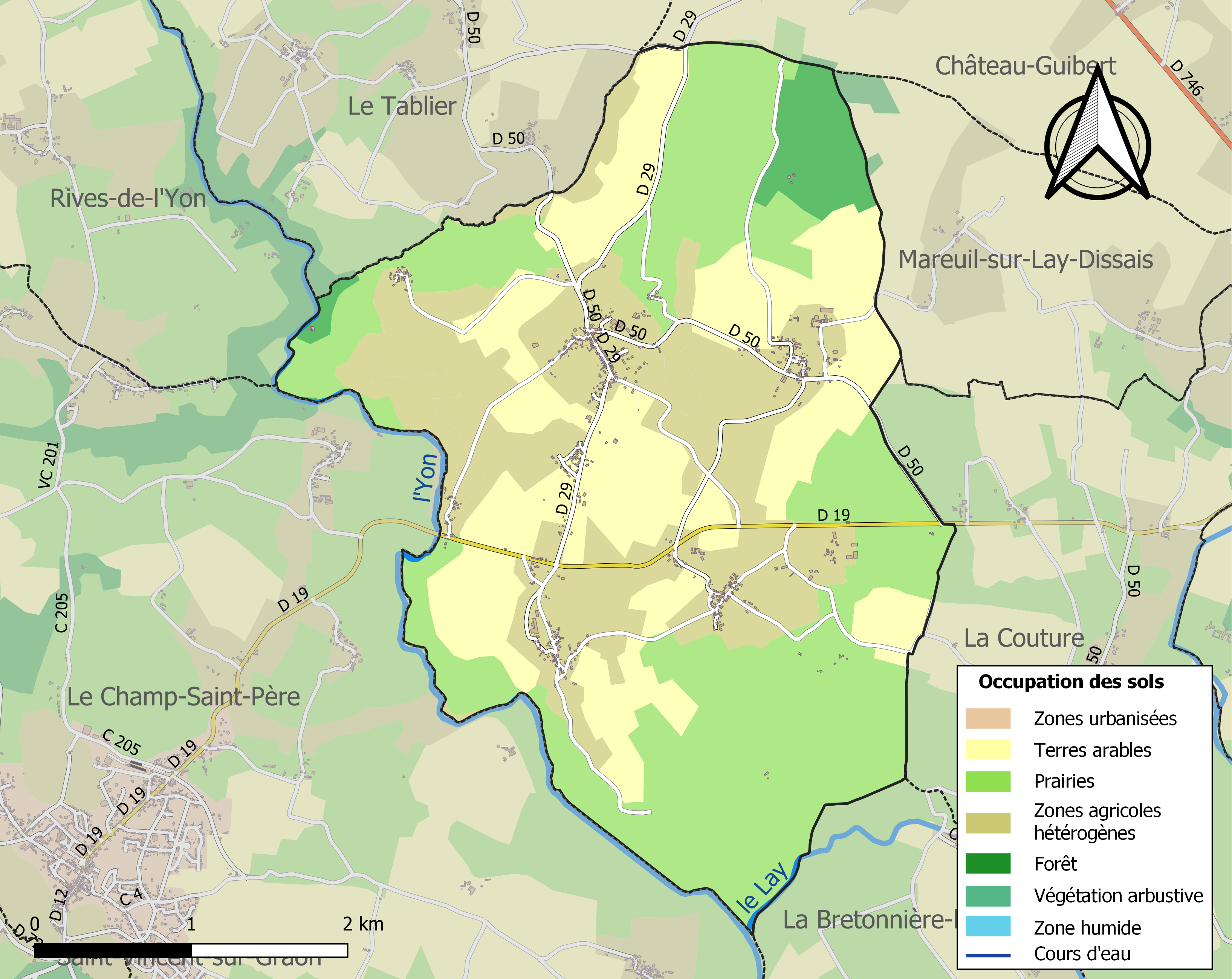
Carte des infrastructures et de l'occupation des sols de la commune en 2018 (CLC).

## Politique et administration

### Liste des maires
| Période                                  | Période      | Identité           | Étiquette | Qualité                                              |
| ---------------------------------------- | ------------ | ------------------ | --------- | ---------------------------------------------------- |
| Les données manquantes sont à compléter. |              |                    |           |                                                      |
| avant 1951                               | mars 1959    | Gabriel Jard       |           |                                                      |
| mars 1959                                | mars 1983    | Honoré Aubin       |           | Retraité, maire honoraire                            |
| mars 1983                                | 24 mars 2001 | Rémy Reverseau     |           | Viticulteur retraité                                 |
| 24 mars 2001                             | 22 mars 2008 | James Couturier    |           | Exploitant agricole                                  |
| 22 mars 2008                             | 28 mars 2014 | Léonard Aubin      | DVG       | Ingénieur de travaux agricoles                       |
| 28 mars 2014                             | 18 mai 2020  | Jean-Yves Clautour |           | Cadre retraité d'une caisse d'allocations familiales |
| 18 mai 2020                              | En cours     | Bergerette Aulneau |           | Professeure                                          |

## Population et société

### Démographie

#### Évolution démographique
L'évolution du nombre d'habitants est connue à travers les recensements de la population effectués dans la commune depuis 1800. Pour les communes de moins de 10 000 habitants, une enquête de recensement portant sur toute la population est réalisée tous les cinq ans, les populations de référence des années intermédiaires étant quant à elles estimées par interpolation ou extrapolation. Pour la commune, le premier recensement exhaustif entrant dans le cadre du nouveau dispositif a été réalisé en 2005.

En 2022, la commune comptait 664 habitants, en évolution de +6,75 % par rapport à 2016 (Vendée : +5,33 %, France hors Mayotte : +2,11 %).
| 1800 | 1806 | 1821 | 1831 | 1836 | 1841 | 1846 | 1851 | 1856 |
| ---- | ---- | ---- | ---- | ---- | ---- | ---- | ---- | ---- |
| 427  | 516  | 589  | 622  | 659  | 703  | 720  | 760  | 710  |

| 1861 | 1866 | 1872 | 1876 | 1881 | 1886 | 1891 | 1896 | 1901 |
| ---- | ---- | ---- | ---- | ---- | ---- | ---- | ---- | ---- |
| 719  | 739  | 758  | 775  | 759  | 783  | 813  | 806  | 725  |

| 1906 | 1911 | 1921 | 1926 | 1931 | 1936 | 1946 | 1954 | 1962 |
| ---- | ---- | ---- | ---- | ---- | ---- | ---- | ---- | ---- |
| 690  | 678  | 619  | 566  | 593  | 575  | 522  | 501  | 531  |

| 1968 | 1975 | 1982 | 1990 | 1999 | 2005 | 2006 | 2010 | 2015 |
| ---- | ---- | ---- | ---- | ---- | ---- | ---- | ---- | ---- |
| 480  | 436  | 452  | 451  | 427  | 491  | 507  | 558  | 610  |

| 2020 | 2022 | - | - | - | - | - | - | - |
| ---- | ---- | - | - | - | - | - | - | - |
| 652  | 664  | - | - | - | - | - | - | - |

#### Pyramide des âges
En 2018, le taux de personnes d'un âge inférieur à 30 ans s'élève à 35,8 %, soit au-dessus de la moyenne départementale (31,6 %). À l'inverse, le taux de personnes d'âge supérieur à 60 ans est de 23,8 % la même année, alors qu'il est de 31,0 % au niveau départemental.
En 2018, la commune comptait 321 hommes pour 318 femmes, soit un taux de 50,23 % d'hommes, légèrement supérieur au taux départemental (48,84 %).
Les pyramides des âges de la commune et du département s'établissent comme suit.
| Hommes | Classe d’âge | Femmes |
| ------ | ------------ | ------ |
| 0,0    | 90 ou +      | 0,9    |
| 5,5    | 75-89 ans    | 7,4    |
| 18,3   | 60-74 ans    | 15,4   |
| 21,6   | 45-59 ans    | 22,8   |
| 17,7   | 30-44 ans    | 18,8   |
| 14,6   | 15-29 ans    | 14,5   |
| 22,3   | 0-14 ans     | 20,1   |

| Hommes | Classe d’âge | Femmes |
| ------ | ------------ | ------ |
| 0,8    | 90 ou +      | 2,2    |
| 8,7    | 75-89 ans    | 11,1   |
| 20,3   | 60-74 ans    | 21,3   |
| 20     | 45-59 ans    | 19,4   |
| 17,5   | 30-44 ans    | 16,8   |
| 15     | 15-29 ans    | 13,2   |
| 17,7   | 0-14 ans     | 16,1   |

## Lieux et monuments
- Pierres-Folles : deux menhirs inscrits au titre des monuments historiques en 1984[24],[25].
- Église Saint-Médard.

## Personnalités liées à la commune
- Pierre de Vaugiraud

## Pour approfondir